# Sergio (diamant)
Pour les articles homonymes, voir Sergio.
Le Sergio (en portugais du Brésil : Carbonado do Sérgio) est le plus grand diamant brut noir (carbonado) jamais trouvé. La pierre naturelle était censée peser 3 167 carats (voir mise à jour de 2025 ci-dessous, elle pesait plutot 3245 carats) avant d'être divisée en petits diamants industriels. 
Le diamant est découvert en 1895 par un mineur, Sergio Borges de Carvalho, à Lençóis, dans l'État de Bahia, au Brésil. Il est d'abord vendu 16 000 $ (montant converti en US$ d'après une valeur effective d'un million de reis brésilien d'alors), puis 25 000 $ lorsque Joalheria Kahn and Co. de Bahia l'achète. Il est envoyé à J. Baczanger de Paris, qui le revend 6 400 ₤ à I. K. Gulland de Londres (pour le compte de Kahn and Co.) en septembre 1895. Il est ensuite cassé en petits fragments de 3 à 6 carats pour un usage industriel. Mais aucun fragment n'est alors récupéré pour la science et le patrimoine naturel.
Le secteur de Lençóis a été une source notable de grands carbonados. Un autre grand carbonado, de 577 carats a été trouvé en 1901 à proximité du Sergio, et vendu 17 380 $ (la valeur des carbonados, à l'époque sans intérêt pour la joaillerie, tendait à diminuer avec leur taille car il fallait les fracturer en petites pierres pour les utiliser dans l'industrie). Une autre pierre, de 52 carats trouvée à Lençóis a été conservé 2 ans par son propriétaire, qui en voulait un bon prix. Elle est vendue 30 000 $ en 1906, et expédiée à Paris. 
Les circonstances précises de la découverte de Sergio, de son export vers Paris, puis vers Londres, ont été redécouvertes et amplement corrigées (car diverses publications antérieures, dont, contiennent certaines erreurs historiques ou scientifiques).
Comme d'autres carbonados, il est possible que le Sergio ait une origine météoritique,,. Mais de plus récentes publications (, et de nombreuses autres résumées dans) ont confirmé que cette hypothèse cosmologique est de moins en moins crédible car diverses équipes ont mesuré des caractéristiques clairement terrestres dans divers carbonados y compris des signatures d'origine biologique (via l'isotope 13C).
Entre 2023 et 2025, deux moulages historiques (décembre 1895) du Sergio ont été retrouvés au Natural History Museum à Londres, et un, plus ancien (septembre 1895) au Muséum national d'histoire naturelle (MNHN, Paris) qui avait été fabriqué par le chimistre français Henri Moissan.

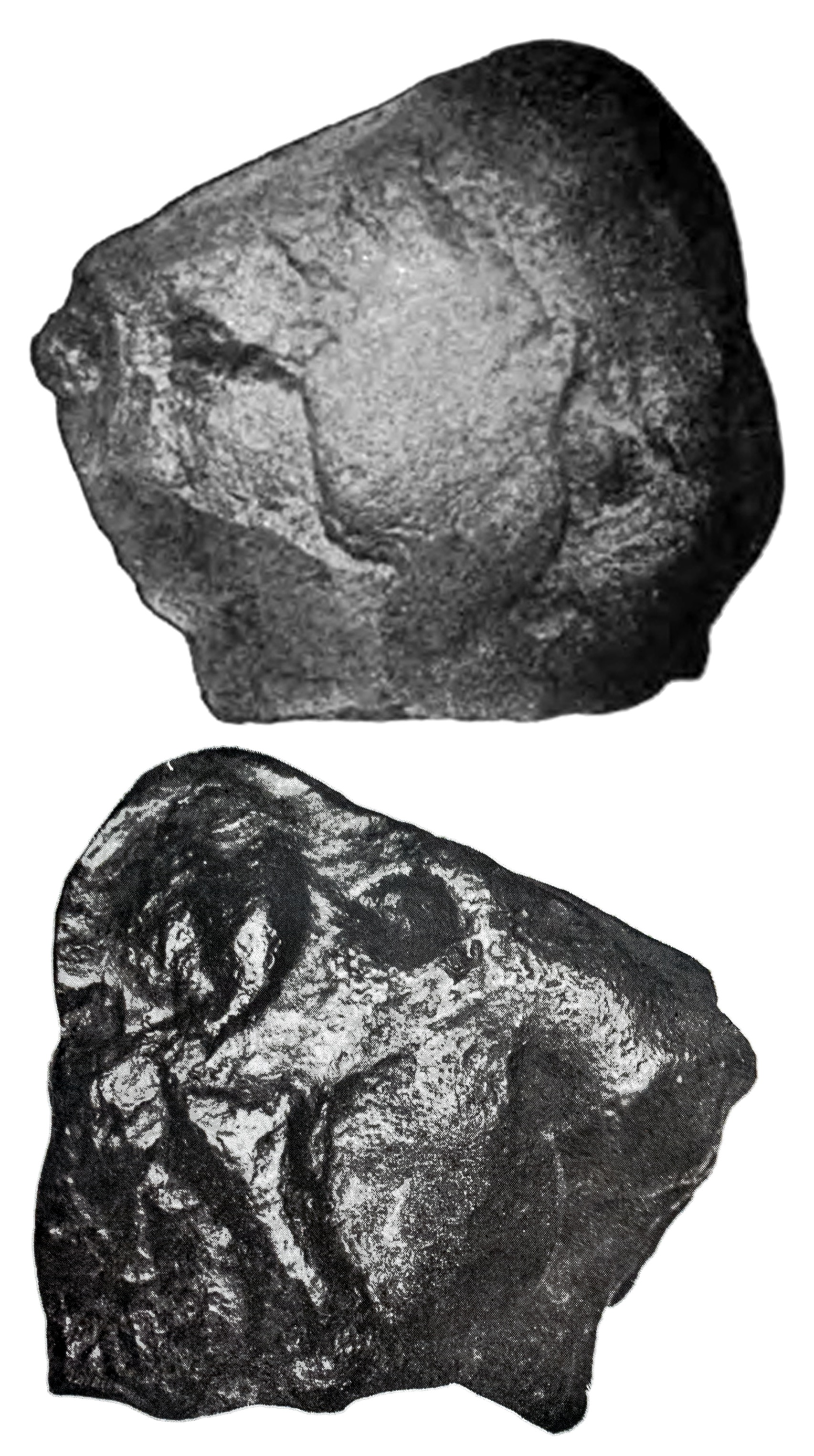
Ces deux images historiques (1895) représentent probablement l'authentique carbonado de Sergio, photographié par J. Baszanger à Paris, puis publié dans diverses publications, dont « Les pierres précieuses » de Jean Escard (Dunod, 1914). Comparez cette image avec celle, plus connue, publiée dans Popular Science Monthly (ci-dessus), qui représente plus probablement le moulage présenté par Henri Moissan à l'Instituto Geográfico e Histórico da Bahia (IGHB). Cet objet, qui est très certainement ce moulage, a été publié dans un article de H. W. Furniss (1913) d'où la photographie ci-dessus est extraite. Voir Farges (2025) pour plus de détails.

Un cliché du Sergio avant sa destruction a même été retrouvé au MNHN : il fut alors publié en 1913 dans un ouvrage de J. Escard sans son nom "Sergio", nom qui a été forgé bien plus tard par le Gemological Institute of America vers 1955. Une analyse d'images par regroupement hiérarchique suivant différentes méthodes de liaison (WARD, SSIM) prouve que le cliché le plus connu de ce carbonado (1906, ci-dessus publié dans le Popular Science Monthly) est probablement la photographie réalisée vers 1900 d'un quatrième moulage alors conservé (non encore retrouvé) à l'Instituto Geográfico e Histórico da Bahia (IGHB) . En effet, ce cliché montre un objet qui possède toutes les caractéristiques du moulage retrouvé à Paris et que Moissan avait fait don à l'IGHB.
Enfin, le poids de Sergio a été révisé en 2024 car il a été donné en 1895 en anciens carats du Brésil et n'avait pas été converti en carats métriques modernes : ainsi, ce poids publié de 3167 carats (en vérité des carats anciens ou karats) est corrigé à 3245 carats métriques modernes, ce que confirme l'analyse (scanner) du moulage parisien au MNHN ainsi que les écrits d'Henri Moissan en 1895.
Un cinquième moulage du Sergio a été imprimé en 3D à partir d'acide polylactique puis donné par le Professeur François Farges en 2025 à la Sociedade União dos Mineiros (SUM, Société Unifiée des Mineurs) de Lençóis, qui l'expose depuis lors. 